# Albin Čižman
Albin Čižman (Liubliana, 30 de agosto de 1965) es un deportista yugoslavo que compitió en piragüismo en la modalidad de eslalon. Ganó una medalla de oro en el Campeonato Mundial de Piragüismo en Eslalon de 1989, en la prueba de K1 por equipos.

## Palmarés internacional
| Campeonato Mundial | Campeonato Mundial          | Campeonato Mundial | Campeonato Mundial |
| Año                | Lugar                       | Medalla            | Competición        |
| ------------------ | --------------------------- | ------------------ | ------------------ |
| 1989               | Río Savage (Estados Unidos) | Medalla de oro     | K1 por equipos     |